# 유엔 사회 개발 연구소
유엔 사회 개발 연구소(the United Nations Research Institute for Social Development, 약칭 UNRISD ("운리스트" 혹은 "언리스트" 라고 읽는다)는 개발과 관련된 제반 이슈에 관하여 다학제적인 연구와 정책분석을 수행하는 유엔 산하 유일한 정책 연구기관이다. 유엔 사회 개발 연구소는 개발과 관련된 다양한 연구를 통해 유엔 시스템 내외의 사회개발과 관련된 주요 이슈들에 대한 정책 토론과 대화에 기여하는 것을 기관의 목적으로 하고 있다. 
유엔 사회 개발 연구소가 창립된 것은 첫 번째 유엔 개발 10개년 기간 중이었다. 1963년 유엔의 첫 번째 개발 10개년 계획은 "성장과 진보에 대해 경제 지표만으로 평가하는 것은 보여주는 것보다 감추는 것이 더 많을 수 있으며 단지 제한된 시각만을 제공할 수 있다"라는 비판을 토대로 "개발에 대한 새로운 접근 방법"을 제창하였다.
이러한 새로운 개발에 대한 접근 방법에 근거하여 유엔 사회 개발 연구소는 사회 지표 개발의 선구적 역할을 담당하였으며 개발 논쟁의 지평을 넓히는데 기여하였다. 이후 유엔 사회 개발 연구소는 경제 성장과 사회 변화에 따라 누가 이익을 얻고 잃는가의 문제, 대립하는 사회세력의 문제, 그리고 정책 결정과정의 문제 등에 중점을 두며 학제를 넘어선 다양하고 종합적인 접근을 도모하였다. 연구소는 스위스 제네바에 본부를 두고 있고, 본에 교육, 훈련을 중심으로 하는 독일 사무소를 두고 있다. 
유엔 사회 개발 연구소의 궁극적인 목적은 개발 사상, 정책, 그리고 실천에 사회적 평등 (Social Equity), 포용 (Inclusion), 그리고 정의(Justice) 라는 핵심 가치를 공고히 하는 것이다. 이를 위해 유엔 사회 개발 연구소는 지난 60년간 
- 개발 과정에서 종종 간과되는 사회적 내용과 영향, 그리고 개발 정책과 경로를 형성하는 데 있어 중요한 역할을 하는 사회 제도, 관계, 행위자의 역할에 초점을 두고 연구를 수행해 왔고;

- 전 세계의 연구자, 정책 입안자, 시민사회 활동가들이 지식을 창출하고 공유하는 데 참여하여 유엔 시스템 안팎에서 정책을 형성할 수 있는 환경을 마련하였으며,

- 공동 연구를 통해 개발도상국 개인과 기관의 연구 역량을 증진시키고 강화하였으며,

- 아이디어 교환을 위한 공간을 제공하여 소외된 관점을 부각시키고, 주류 개발의 아젠다와 방식에 건설적인 비판을 제기하며, 새로운 개발 아젠다와 대안적인 정책 옵션을 제시하여 왔다.

주요 연구 분야로는 "사회정책과 개발", "민주주의, 가버넌스, 복지", "시민사회와 사회운동", "시장, 비지네스와 규제", "정체성, 갈등과 통합" "젠더와 개발" "갈등, 분쟁 해소와 평화" "대안적 경제 모델" 등이다.

역사
1963년 "사회 발전의 문제와 정책, 다양한 유형의 사회 발전과 경제 발전 간의 관계에 대한 연구를 수행"하기 위해 설립되었다. 네덜란드 정부의 보조금으로 설립되었으며, 초대 이사회 의장은 1969년 최초로 노벨 경제학상을 수상한 경제학자 얀 틴베르겐(Jan Tinbergen)이 맡았다. 
유엔 사회 개발 연구소의 초기 연구는 경제 성장뿐만 아니라 영양, 건강, 교육과 같은 사회적 요소의 발전을 측정하기 위한 지표를 설계하는 데 중점을 두었다. 따라서 초창기에는 많은 통계학자들이 연구에 참여하였다. 1970년대에는 세계 인구 증가로 인해 식량 생산과 공급, 나아가 식량 시스템이 개발의 핵심 주제가 되었다. 소위 녹색 혁명(식량 생산을 늘리기 위해 새로 육종된 다수확 곡물 종자를 도입하는 것)에 대한 유엔 사회 개발 연구소의 연구는 일반적으로 비판적인 시각을 취했다. 식량의 양은 개발도상국 인구가 기아에 시달리지 않도록 보장하는 한 가지 요소에 불과하다는 사실을 강조했다. 식량 분배에 영향을 미치는 권력 불평등이 누가 충분히 먹고 누가 먹지 못하는지를 결정하는 데 중요한 역할을 했기때문이다.
1980년대에 접어들면서 유엔 사회 개발 연구소는 자금과 인력 면에서 규모가 커졌다. 대중의 참여와 난민 문제를 다루기 위해 활동 영역이 다양해졌고, 초창기 통계에 몰두하던 모습에서 점차 벗어나게 되었다.
1990년대는 유엔 사회 개발 연구소의 정책적 영향력이 크게 성장한 시기이다. 정치적 폭력부터 불법 마약의 사회경제적 영향에 이르기까지 다양한 주제를 연구하였다. 이시기, 세계화와 개발도상국의 구조조정 프로그램은 사회적 위기를 가져왔고, 유엔 사회 개발 연구소는 규제받지 않는 시장이 제대로 기능하기 위해서는 건강한 공공 부문과 안정적인 거버넌스가 필요하다고 주장하며 이를 연구하고 무분별한 세계화와 구조조정 프로그램을 비판하였다.
1990년대에 환경 문제는 개발 논쟁에서 확고한 뿌리를 내렸습니다. 환경 보호가 가져다주는 이점 뿐만 아니라, 환경보호가 초래할 수도 있는 사회적인 문제점 (예를 들면 소수자의 생계에 대한 피해 등 )에도 관심을 기울여야한다는 것이 유엔 사회 개발 연구소의 일반적인 입장이었고 이는 최근의 정의로운 전환 (Just Transition) 연구로 이어지게 되었다. 
2000년대 들어 세계화가 급속도로 진행되고 광범위한 경제 자유화의 파국적 영향에 직면하여 세계화의 사회적 영향에 대한 관심이 증대하였다. 이에 유엔 사회 개발 연구소는 안전망과 취약 계층에 초점을 맞춘 편협한 사회정책을 비판하고 대신 보편적인 변혁적 사회정책에 찬성하는 입장을 표명했다.
2015년 유엔 회원국들이 2030 지속가능발전 의제 (2030 Agenda for Sustainable Development)를 채택하면서 새로운 글로벌 개발 로드맵이 수립되었다. 유엔 사회 개발 연구소 역시, 2030 의제와 관련된 문제를 중심으로 사회정책에 대한 연구를 지속적으로 수행했다. 사회연대경제(Social and Solidarity Economy, SSE)와 지속가능한 발전과의 관계에 대한 연구는 유엔에서 사회적연대경제에 대한 논의를 불러일으키는 기폭제 역할을 하였다. 2013년 유엔이 개최한 최초의 사회적연대경제 회의를 조직하였고, 이를 계기로 사회적연대경제 유엔 기구간 태스크포스 (UN Inter-Agency Task Force on Social and Solidarity Economy, UNTFSSE)를 결성하는데 선도적인 역할을 하였다. 이러한  유엔 사회 개발 연구소의 노력은 2023년 사회적 연대경제에 관한 유엔 총회 결의안 (UN General Assembly Resolution "Promoting the Social and Solidarity Economy for Sustainable Development")을 이끌어내는 결실을 맺었다.  